# Lacanche
Lacanche település Franciaországban, Côte-d’Or megyében. Lakosainak száma 477 fő (2022. január 1.). Lacanche Foissy, Saint-Pierre-en-Vaux, Thomirey, Antigny-la-Ville, Champignolles és Maligny községekkel határos.

## Népesség
A település népességének változása:
| Lakosok száma | 943  | 808  | 626  | 618  | 587  | 571  | 561  | 512  | 488  | 477  |
|               | 1968 | 1982 | 1990 | 2006 | 2013 | 2015 | 2017 | 2019 | 2020 | 2022 |